# Аревало, Рафаэль
Рафаэль Аревало Гонсалес (исп. Rafael Arévalo González, родился 4 июня 1986 года, Сонсонате, Сальвадор) — сальвадорский теннисист; участник Игр XXIX Олимпиады в одиночном разряде. Первый участник Олимпийских игр в турнире теннисистов от Сальвадора.
Рафаэль — старший брат сальвадорского теннисиста, бронзового призёра Игр Центральной Америки и Карибского бассейна (2010) в одиночном разряде Марсело Аревало.